# Páno Aródes
Páno Aródes är en ort i Cypern.   Den ligger i distriktet Eparchía Páfou, i den västra delen av landet, 90 km väster om huvudstaden Nicosia. Páno Aródes ligger 627 meter över havet och antalet invånare är 113. Den ligger på ön Cypern.
Terrängen runt Páno Aródes är huvudsakligen kuperad. Páno Aródes ligger uppe på en höjd. Trakten runt Páno Aródes är ganska tätbefolkad, med 185 invånare per kvadratkilometer. Närmaste större samhälle är Pafos, 17,7 km söder om Páno Aródes. Trakten runt Páno Aródes består till största delen av jordbruksmark.